# Mary Pickford
Mary Pickford (født Gladys Louise Smith; 8. april 1892, død 29. maj 1979) var en canadisk skuespiller og en af stumfilmens største stjerner.

## Opvækst
Mary Pickford var født som Gladys Louise Smith i Toronto, Canada.

## Karriere
I 1919 grundlagde hun, sammen med Douglas Fairbanks, Charlie Chaplin og D.W. Griffith, filmselskabet United Artists. I 1927 var hun også med til at grundlægge Academy of Motion Picture Arts and Sciences. Om lydfilm udtalte hun: "At sætte lyd til film ville være som at tage læbestift på Venus af Milo." 
Hun var kendt for sine slangekrøller, men i 1928 fulgte hun moden og klippede dem af, hvad der fik amerikanske aviser til at skrive, at uskyldens tid var forbi. "Man skulle næsten tro, at jeg havde myrdet nogen," sagde hun bagefter. "Og det havde jeg måske også." 
Hun trak sig tilbage i 1933.

## Privatliv
Mary Pickford var gift med Douglas Fairbanks i 1920-36.

## Udvalgt filmografi
- Askepot (1914)
- Madame Butterfly (1915)
- The Poor Little Rich Girl (1917)
- Rebecca of Sunnybrook Farm (1917)
- Stella Maris (1918)
- Sparrows (1926)
- Coquette (1929, Oscar for bedste kvindelige hovedrolle)

## Fodnoter
1. ↑  Mary Pickford Quotes - BrainyQuote
2. ↑  Hege Duckert: Mitt grådige hjerte (s. 86), forlaget Versal, Oslo 2009, ISBN 978-82-8188-074-0

 Der er for få eller ingen kildehenvisninger i denne artikel, hvilket er et problem. Du kan hjælpe ved at angive troværdige kilder til de påstande, som fremføres i artiklen.